# Радослав Гајанин
Радослав Гајанин (Котор Варош, 9. јануар 1971) српски је патолог и цитолог, универзитетски професор и доктор медицинских наука. Садашњи је ректор Универзитета у Бањој Луци. Бивши је проректор и продекан Медицинског факултета у Бањој Луци.

## Биографија
Дипломирао је на Медицинском факултету Универзитета У Бањој Луци 1996. На истом факултету одбранио је магистарску тезу „Морфолошке промјене епитела бронха у мјесту претходне биопсије”. Докторирао је 2003. на Медицинском факултету Универзитета у Новом Саду, одбранивши тезу „Морфолошке промјене бронхијалних жлијезда у мјесту претходне биопсије”. На овом факултету завршио је специјализацију из патолошке анатомије 2001. и субспецијализацију из медицинске цитологије 2011. године.
На Медицинском факултету Универзитета У Бањој Луци био је асистент на предмету патолошка анатомија од 1997. до 2002, виши асистент (2002 — 2004), доцент (2004 — 2009), ванредни професор (2009 — 2015) и редовни професор од 2015. Поред тога, од 2005. је шеф Катедре за патологију на истом факултету. Предметни је наставник на укупно 3 обавезна и једном изборном предмету на Медицинском факултету Универзитета У Бањој Луци и Медицинском факултету Универзитета у Источном Сарајеву. Предаје и на трећем циклусу студија на Медицинском факултету Универзитета У Бањој Луци.
Члан је уређивачког одбора научног часописа Scripta Medica, који издаје Друштво доктора медицине Републике Српске. Члан је предсједништва Удружења патолога Републике Српске и предсједник Суда части Коморе доктора медицине Републике Српске.
Гајанин је у новембру 2017. постављен за вршиоца дужности ректора Универзитета у Бањој Луци, након оставке претходног ректора Милана Матаруге. У марту 2018. Сенат Универзитета га је именовао за новог ректора. Прије именовања на позицију ректора Универзитета, обављао је дужност проректора за научно-истраживачки рад и развој Универзитета у Бањој Луци.
Ожењен, отац двоје дјеце.
Говори руски и енглески језик.

## Дела
Књиге
- Основи хистологије, 2018, Медицински факултет Универзитета у Бањој Луци (коаутор)
- ДОЈКА ЕСМО водич за дијагностику, лијечење и праћење малигних тумора, 2016, Удружење онколога Републике Српске (коаутор)
- ЕСМО Водич за дијагностику, лијечење и праћење малигног тумора бубрега, 2016, Удружење онколога Републике Српске (коаутор)
- Дерматопатолошки приручник, 2014, Универзитет у Бањој Луци, Медицински факултет (коаутор)
- Патологија, 2011 и 2014, Универзитет у Новом Саду, Медицински факултет (коаутор)
- Дерматовенерологија, 2012, Универзитет у Бањој Луци, Медицински факултет (коаутор)
- Еритемосквамозне дерматозе (научна књига), 2011, Универзитет у Бањој Луци, Медицински факултет (коаутор)
- Еритемосквамозне дерматозе (помоћни уџбеник), 2011, Медицински факултет Бањалука (коаутор)
- Патологија за студенте здравствене његе, 2010, Универзитет у Бањој Луци, Медицински факултет (коаутор)
- Општа патолошка анатомија, 2008,  (коаутор)
- Специјална патолошка анатомија, 2008,  (коаутор)
- Приручник за патохистолошке вјежбе за студенте медицине и стоматологије, 2004, Универзитет у Бањој Луци, Медицински факултет Бања Лука (коаутор)